# Antonio Báez
Antonio Báez fue una de las grandes figuras del futbol argentino en los años 1940 y 1950. Formó parte de equipos históricos como La Máquina en River Plate, y El Ballet Azul en Millonarios de Colombia, en donde compartió equipo con Di Stéfano.

## Historia
Nacido el 5 de junio de 1922 en la tierra fértil de Rufino, que también gestó a Bernabé Ferreyra y Amadeo Carrizo, llegó a Buenos Aires, justamente, de la mano del gran Bernabé. Hizo inferiores en River Plate y saltó a la reserva en 1943, año en el que fue campeón. Sin embargo, con edad de estrenarse en el primer equipo, la sobreabundancia de delanteros atentó contra sus posibilidades. Era el River de La Máquina, de Muñoz-Moreno-Labruna-Pedernera-Loustau, el paradigma que trascendió a su era y que quedó anclado en el imaginario colectivo como uno de los mejores equipos de la historia del fútbol. 
Con ese panorama, Báez volvió a ser rescatado por Bernabé, que le consiguió un préstamo en Tigre, que entonces jugaba en la Primera B. Ferreyra tenía contactos en el matador porque era ídolo, y desde allí había sido vendido a River por una camionada de plata y había solidificado, junto a Carlos Peucelle, el apodo de millonario que se había granjeado el club con sus inversiones. En Tigre, Báez se hizo un nombre y, según algunas estadísticas, convirtió 33 goles en 33 partidos. No obstante, el equipo terminó segundo, detrás de Gimnasia de La Plata, que ascendió a la máxima categoría. Sumado a eso, en uno de los últimos partidos de la campaña, Báez se rompió los meniscos, por lo que fue operado y estuvo más de un año inactivo.

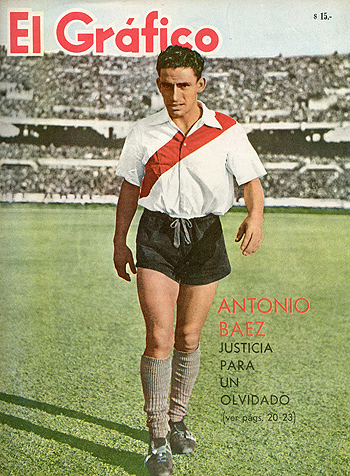
Homenaje por parte de la revista El Gráfico, en 1962.

En 1945 volvió a River, que, con Ángel Labruna como goleador, fue campeón de punta a punta, pero Báez no pudo participar por la lesión. Reapareció recién al año siguiente, y jugó ocho partidos y convirtió tres goles, en las victorias ante Huracán, Atlanta y Platense. Durante 1947 ya estaba recuperado y parecía haber demostrado ser, al menos, un buen recambio para lo que quedaba de La Máquina, sin embargo, prácticamente no fue tenido en cuenta y a lo largo de toda la temporada jugó un solo partido, un 4-2 contra Chacarita Juniors que marcó su despedida definitiva de River.
"Yo también contribuí a frustrar la posibilidad de que integrara el primer equipo de River –confesó años después Peucelle, su entrenador entre 1946 y 1947–. Muchas veces no quise incluirlo por no hacer decaer la moral de Labruna".
En 1948 pasó a Platense y allí marcó, ante Racing Club, el que para él fue su mejor gol. En medio de ese campeonato explotó la huelga que enfrentó a los jugadores con el peronismo. La negativa del Gobierno a reconocer la personería gremial de Futbolistas Argentinos Agremiados y el tope salarial fijado en irrisorios 1500 pesos generaron una hemorragia de talentos que vació el fútbol argentino y dinamitó una época de gloria. Báez tuvo posibilidades de emigrar, pero decidió quedarse en el país.
Así fue que en 1949 formó parte de la mejor campaña de la historia de Platense, que finalizó segundo, junto a River, con 43 puntos, contra los 49 de Racing, que iniciaba su camino hacia el tricampeonato. Báez fue una de las grandes figuras del equipo, junto al arquero Julio Cozzi y el goleador Santiago Vernazza, que en ese campeonato convirtió 20 tantos. Ese torneo tuvo, también, una escandalosa definición del descenso: Boca Juniors se salvó por un punto en la última fecha, y Huracán y Lanús lucharon la permanencia en un raid de cuatro partidos que terminó con la caída de los granates, que abandonaron la cancha en el último juego ante las supuestas injusticias del árbitro.
El campeonato de 1950 también lo encontró en Platense, y tras un recrudecimiento en los conflictos entre el Gobierno y Agremiados, y un nuevo éxodo, Báez decidió aceptar la suculenta oferta de Millonarios de Bogotá, tentado por Pedernera, que era el entrenador del equipo y todavía seguía jugando.
Por aquellos años el fútbol colombiano experimentaba un fuerte crecimiento a través del acercamiento de empresarios que invertían en los clubes. 
Báez llegó a Millonarios, que era el buque insignia de Colombia, y que había formado un plantel de lujo que incluía a Alfredo Di Stéfano, Hugo Reyes y Pipo Rossi. Unos meses después, también llegó Cozzi, y los bogotanos se convirtieron en el Ballet Azul. Al estar el equipo suspendido por la FIFA y sus jugadores, proscriptos, solo podía presentarse en amistosos, pero era tal la convocatoria que generaba y el fútbol que desplegaba que hacía giras que duraban dos o tres meses y enfrentaba a los mejores equipos del mundo. De ahí el apodo de embajador que ostenta el club. Al mismo tiempo, Millonarios, con Báez, era campeón de Colombia en 1951 y 1952 y luego lo sería en 1953.
“Era un jugador que estaba fuera de la categoría en la que actuaba –rememoraba Peucelle–. De su actuación en Colombia, donde jugó con Pedernera y Di Stéfano, recuerdo que en determinado momento llegó a superar a ambos”.
De su paso por Colombia se destacan dos hechos muy curiosos. El primero es que Báez era una figura indispensable en Millonarios, pero tenía un temor espasmódico por los aviones, por lo que solamente jugaba de local, cuando el equipo se presentaba en Bogotá, lo que le generaba grandes pérdidas económicas. El segundo es que Ernesto Guevara, en su primer viaje por Latinoamérica junto a Alberto Granado, lo vio en un amistoso ante el Real Madrid que terminó en victoria del Ballet Azul por 2-0. Los viajeros argentinos llegaron al partido por invitación de Di Stéfano, que los cruzó en un restaurante de Bogotá.
En Millonarios estuvo hasta finales de 1953, cuando decidió volver a la Argentina, aunque no pudo incorporarse inmediatamente a Platense porque estaba suspendido de por vida por la AFA a instancias de la FIFA. En 1954 se levantó la proscripción, y Báez se convirtió en el primer futbolista que volvió del exilio. En 1955 jugó su última campaña en Primera, el calamar descendió tras una muy floja temporada, y Báez, que ya arrastraba el apodo de maestrito que había traído de Colombia, empezó a masticar el retiro.

## Trayectoria
| Club        | País      | Período     | PJ | G  |
| ----------- | --------- | ----------- | -- | -- |
| Tigre       | Argentina | 1944        | 33 | 33 |
| River Plate | Argentina | 1945 - 1947 | 9  | 3  |
| Platense    | Argentina | 1948 - 1950 | 76 | 32 |
| Millonarios | Colombia  | 1951 - 1953 | 37 | 36 |
| Platense    | Argentina | 1954 - 1955 | 39 | 11 |

## Palmarés

### Campeonatos nacionales
| Título           | Club        | País      | Año  |
| ---------------- | ----------- | --------- | ---- |
| Primera División | River Plate | Argentina | 1945 |
| Primera División | River Plate | Argentina | 1947 |
| Primera División | Millonarios | Colombia  | 1949 |
| Primera División | Millonarios | Colombia  | 1951 |
| Primera División | Millonarios | Colombia  | 1952 |
| Copa Colombia    | Millonarios | Colombia  | 1953 |
| Primera División | Millonarios | Colombia  | 1953 |